# Abdullah bin Khalifa Stadium
Abdullah bin Khalifa Stadium (Lekhwiya SC Stadium, arab. ملعب لخويا الرياضي) – stadion piłkarski w Dosze, stolicy Kataru. Może pomieścić 9000 widzów. Swoje spotkania rozgrywają na nim piłkarze klubu Al-Duhail SC. Stadion został wybudowany w latach 2011–2013 i zainaugurowany 15 lutego 2013 roku spotkaniem gospodarzy z drużyną Al-Khor w ramach rozgrywek Qatar Stars League (mecz zakończył się remisem 1:1). Obiekt gościł część spotkań piłkarskiego Pucharu Azji Zachodniej 2014.